# Аргирис, Иоаннис
Иоаннис Аргирис (греч. Ιωαννης Αργυρης, 1913—2004; он же John Argyris) — один из создателей Метода конечных элементов (FEM), профессор Штутгартского университета и директор Института статики и динамики авиастроения. Аргирис приходился племянником по материнской линии известному немецкому математику греческого происхождения Константину Каратеодори.

## Биография
Аргирис родился в греческом городе Волос, Фессалия.
Окончил Афинский Политехнический университет, а затем Мюнхенский технический университет и получил диплом инженера в 1936 г. Свою трудовую деятельность начал в Щецине с компанией Gollnow, занятой строительством радио-передающих мачт.
Был арестован нацистами, но бежал с помощью адмирала Канарис в Швейцарию, где он продолжил свою учёбу и защитил докторскую диссертацию в Политехническом институте Цюриха.
В 1943 г. он поступил в исследовательский отдел Королевского авиационного общества в Англии. С 1949 г. он преподаёт авиа-инженерию в Имперском колледже Лондона при Лондонском университете вплоть до 1955 г.
В 1959 г. Аргирис становится профессором Штутгартского технического университета и назначается директором Института Статики и Динамики авиастроения. Здесь он создаёт авиационный и космический центр с акцентом на применение компьютерной и электронной техники.
Аргирис умер в Штутгарте и похоронен в шведском городе Варберг на кладбище Святого Георгия.

## Научные труды
Аргирис — один из основателей метода конечных элементов. В 1944 г. с помощью компьютера применил метод треугольных конечных элементов в авиастроении. В 1956 г. его теоретические разработки использовались при строительстве Боинга-747. Одновременно NASA поручила ему разработку термической защиты космического корабля «Аполлон». Аналогичную работу Аргирис произвёл для европейского космического корабля «Гермес».
Аргирис участвовал в строительстве подвесной крыши для Мюнхенского олимпийского стадиона, разработав для этого нелинейный метод.
Аргирис предложил вычислительные решения для теории групп, теории относительности и теории хаоса.

## Награды
Автор множества научных книг и трудов. Получил 18 докторских дипломов, стал членом академий 5 стран и был почётным профессором в 6 европейских университетах. Лауреат премии «Einstein» в США и «Премии принца Филиппа» Королевской академии 1986 г. Действительный член Лондонского Королевского общества.